# Автошлях Р 62
Автошля́х Р 62 — автомобільний шлях регіонального значення в Україні. Проходить територією Івано-Франківської та Чернівецької областей через Криворівню — Вижницю — Сторожинець — Чернівці. Загальна довжина — 111,2 км. У 2020 році було відновлено 9,4 кілометра дороги, яка проходить через територію Прикарпаття, в рамках державного проєкту «Велике будівництво».

## Маршрут
Автошлях проходить через такі населені пункти:
| Автошлях Р 62             |                                |
| Івано-Франківська область |                                |
| Верховинський район       |                                |
| Криворівня                | Р24                            |
| Верхній Ясенів            |                                |
| Рівня                     |                                |
| Вигода                    |                                |
| Устеріки                  |                                |
| Барвінків                 |                                |
| Хороцеве                  |                                |
| Косівський район          |                                |
| Розтоки                   |                                |
|                           | Т 2601                         |
| Тюдів                     |                                |
| Кути                      | Т 0904                         |
| Чернівецька область       |                                |
| Вижницький район          |                                |
| Вижниця                   |                                |
| Багна                     |                                |
| Берегомет                 | Т 2609                         |
| Лукавці                   | Т 2615                         |
| Чернівецький район        |                                |
| Стара Жадова              |                                |
| Нова Жадова               |                                |
| Панка                     |                                |
| Сторожинець               | Т 2607Т 2608                   |
| Глибочок                  |                                |
| Кам'яна                   |                                |
| Михальча                  |                                |
| Заволока                  |                                |
| Чернівці                  | E85М19Т 2601Т 2602Т 2604Т 2605 |